# Jaguarundi-da-costa-do-golfo
O jaguarundi-da-costa-do-golfo é uma população de jaguarundi. Duas destas populações, o jaguarundi-da-costa-do-golfo e o jaguarundi-de-sinaloa, são consideradas ameaçadas de extinção e foram colocadas na lista de espécies ameaçadas em 14 de junho de 1976.